# Jazz Perspectives
Jazz Perspectives ist eine seit 2007 bestehende referierte wissenschaftliche Zeitschrift mit dem thematischen Schwerpunkt Jazz.
Die von Lewis Porter und John Howland gegründete Zeitschrift Jazz Perspectives erscheint im Verlag Taylor & Francis.  Zentraler Herausgeber ist Ken Prouty. Zu den weiteren Herausgebern gehören Graeme Boone, Eric Charry, Scott DeVeaux, Krin Gabbard, Leslie Gay, Benjamin Givan, John Howland, Travis A. Jackson, Robin Kelley, Wolfram Knauer, George Lewis, Kristin A. McGee, Ingrid Monson, Ben Piekut, Steven Pond, Eric Porter, Brian Priestley, Ronald Radano, Gabriel Solis, John Szwed, Sherrie Tucker, Walter van de Leur, Michael Veal und Christopher Washburne.
Thematisch versteht sich Jazz Perspectives als Forum für den fachübergreifenden Austausch in der wissenschaftlichen Jazzforschung. Die Zeitschrift ist für internationale Forschungsperspektiven ebenso offen wie für die kulturelle und musikalische Aspekte des reichen Erbes des Jazz in Vergangenheit und Gegenwart. Dabei beabsichtigt es die Zeitschrift, die derzeitige Trennung in entweder sozio-kulturelle oder musikologische Analysen zu überbrücken. Zudem werden in der Zeitschrift Filme, Bücher und andere Medien besprochen.
Zu den Autoren gehören u. a. David Ake, Andrew Berish, Paul Combs (Heft Dameronia: The Life and Music of Tadd Dameron, 2012), Jennifer Griffiths, Keith Hatchek, Benjamin D. Piekut, Jürg Solothurnmann, Paul Steinbeck, M. D. Székely, Michael Veal und Tim Wall.